# مارتا لوبيز
مارتا لوبيز (بالإسبانية: Marta López) مواليد 4 فبراير 1990 في مالقة، هي لاعبة كرة يد إسبانية تلعب كجناح أيمن. مثلت منتخب إسبانيا لكرة اليد للسيدات. شاركت في دورة الألعاب الأولمبية الصيفية سنة 2012. حققت المركز الثاني في بطولة أوروبا لكرة اليد للسيدات 2014.

## سجل المنافسة
شاركت في البطولات التالية:
- الألعاب الأولمبية الصيفية 2012
- الألعاب الأولمبية الصيفية 2016
- بطولة العالم لكرة اليد للسيدات 2013
- بطولة العالم لكرة اليد للسيدات 2015
- بطولة أوروبا لكرة اليد للسيدات 2014
- بطولة أوروبا لكرة اليد للسيدات 2016

## الميداليات
| الميدالية | المسابقة                            |
| --------- | ----------------------------------- |
| برونزية   | الألعاب الأولمبية الصيفية 2012      |
| فضية      | بطولة أوروبا لكرة اليد للسيدات 2014 |

## روابط خارجية
- مارتا لوبيز على موقع الاتحاد الأوروبي لكرة اليد (الإنجليزية)
- مارتا لوبيز على موقع اللجنة الأولمبية الدولية (الإنجليزية)
- مارتا لوبيز على موقع أوليمبيديا (الإنجليزية)